# Leptogyra
Leptogyra là một chi ốc biển trong họ Melanodrymiidae.
Chi này ban đầu được xếp vào họ Skeneidae, sau đó trong phân họ Skeneinae, họ Turbinidae.

## Các loài
Các loài trong chi Leptogyra gồm:
- Leptogyra costellata Warén & Bouchet, 2009[4]
- Leptogyra eritmeta Bush, 1897[5]
- Leptogyra inconspicua Bush, 1897[6]
- Leptogyra inflata Warén & Bouchet, 1993[7]
- Leptogyra verrilli Bush, 1897[8]